# 고향의 봄 창작동요제
고향의 봄 창작동요제는 1999년에 시작되었으며, 지금까지도 진행되고 있는 동요제이다. 4회까지는 '고향의 봄 동요제'라는 제목으로 어린이들이 노래 실력 만을 겨루는 대회였으나, 5회부터 창작동요제로 바꾸었다. MBC경남(구 마산 MBC(혹은 창원 MBC))이 주최하는 관계로 방송국의 심사를 통해 예선을 치른 뒤, 본선은 5월 초에 MBC경남을 통해 녹화방송 된다.
이 대회에서는, 《나비가는 길, 겨울친구 따꼼이》 등을 비롯한, 주옥같은 곡이 배출이 되었다.

## 역대 대상 수상곡
| 회차    | 연도          | 곡명               | 작곡   | 노래                                                                              |
| ------- | ------------- | ------------------ | ------ | --------------------------------------------------------------------------------- |
| 제1~4회 | 1999년~2002년 | 기록 없음          |        |                                                                                   |
| 제5회   | 2003년        | 나비 가는 길       | 김애경 | 김민지(서울교대부설초등학교 5학년)                                                |
| 제6회   | 2004년        | 땡그란 알밤        | 한혜원 | 작은평화 예술단(서울)                                                             |
| 제7회   | 2005년        | 엄마향기           | 이은정 | 김재원(서울)                                                                      |
| 제8회   | 2006년        | 시골마을 학교      | 조경찬 | 홍하은(경남)                                                                      |
| 제9회   | 2007년        | 아기별꽃           | 성화정 | 임효진,이성민,김민범,서재희,허예원,방상원,김찬영,정하영,박수연(중창)              |
| 제10회  | 2008년        | 음악 분수대        | 이근호 | 박정선, 김민경                                                                    |
| 제11회  | 2009년        | 꿈 발자국          | 이지영 | 주세은(경북 경주 동천초등학교 6학년)                                              |
| 제12회  | 2010년        | 아삭아삭 냠냠 쩝쩝 | 김희정 | 하늘소리 중창단(백채환,차현지,이유진,김지민,이드보라,신민경,정다희,정다은,김민지) |
| 제13회  | 2011년        | 두부장수 아저씨    | 백승학 | 포도나무 중창단(김나영,김동현,이소희,이효정,이지은,고나은,김희서)                 |
| 제14회  | 2012년        | 찰떡쿵떡           | 정재원 | 김동현(서울 대도초등학교 6학년)                                                   |
| 제15회  | 2013년        | 밤톨이             | 정성우 | 한승헌(창원 상남초등학교)                                                         |
| 제16회  | 2014년        | 맷돌               | 유경수 | 키작은 하늘소리 중창단(창원)                                                      |
| 제17회  | 2015년        | 겨울친구 따꼼이    | 김재한 | 꿈이 크는 아이들(김가영,김준희,유현우,은혜원,이서연)                              |
| 제18회  | 2016년        | 꿈꾸는 은행        | 염경아 | 드림아이 중창단                                                                   |
| 제19회  | 2017년        | 우리의 한글        | 김정선 | 초롱초롱 동요학교(이천)                                                           |
| 제20회  | 2018년        | 추후 고지          | -      | -                                                                                 |

## 같이 보기
- KBS 초록동요제
- KBS 창작동요대회
- MBC 창작동요제
- EBS 고운노래발표회
- 서덕출 창작동요제
- 국악동요제
- 성남 박태현 전국 창작동요제
- 용인시 창작동요제
- 유니세프 국제어린이음악제 한국예선